# Danceroid
Danceroid (estilizado como DANCEROID) es un grupo de danza net idol japonesa afiliados a la agencia de talento Beautiful Group. La banda fue formada en octubre de 2009, cuando se publicado un vídeo de ellos mismos bailando de una canción Vocaloid en el Nico Nico Community Group.

## Historia
Danceroid comenzó en 2009 con Ikura, Kozue Aikawa y Minka Lee. El 29 de diciembre de ese año, lanzaron su primer DVD. En 2010, después de Minka dejó el grupo, Coco, Maam y Yuzuki ganó las audiciones para convertirse en nuevos miembros. Después de Coco abandonó el grupo en 2011, Danceroid continuó actuando como un cuarteto.
En 2012, Aikawa interpretó el papel de sirvienta café torpe Kozu Kozu en la serie parodia de Super Sentai Series Hikounin Sentai Akibaranger. Ikura y los otros miembros también han aparecido en algunos episodios de la serie.
El 3 de junio de 2012, Aikawa anunció que dejaría Danceroid a finales de agosto, debido a su condición física por lo que es difícil participar en actividades Danceroid. Aikawa oficialmente se graduó de Danceroid en una actuación en vivo en Nicofarre en Roppongi, Tokio, el 1 de septiembre de 2012, transmitido en línea en Nico Nico Douga.
Con la graduación de Aikawa, Ikura es el único miembro fundador restante sigue activa en Danceroid. Después de la graduación de Aikawa, las audiciones de 3ª generación tuvieron lugar, que los actuales tres miembros participaron. Los aficionados votaron por varios días, Ikura, Maam, y Yuzuki fueron capaces de mantener su lugar como miembros y en 17 de noviembre de 2012, Motomiya Marie, Yakko, Manako, y Satsuki ganó las audiciones para convertirse en miembros tercera generación.
En julio de 2014, el grupo fue disuelto.

## Miembros
- Ikura (いとくとら Ikura?, nacido 28 de agosto de 1989) (2009–presente): Líder[5]
- Maam (まぁむ Maamu?, nació 9 de diciembre de 1989) (2011–presente)[6]
- Yuzuki (柚姫?  nació 18 de julio de 1991) (2011–presente)[7]
- Motomiya Marie (本宮麻里絵?  nació 26 de abril de 1991) (2012–presente)[8]
- Yakko (やっこ?  nació 28 de septiembre de 1995) (2012–presente)[9]
- Manako (まなこ?  nacido 3 de marzo de 1996) (2012–presente)[10]
- Satsuki (さつき?   nacido 16 de octubre de 1994) (2012–presente)[11]

Actualmente, ninguna de los miembros lo conforma, pues fue disuelto el año 2014.

## Antiguos miembros
- Minka Lee (ミンカ・リー Minka Rī?, nacido 11 de noviembre) (2009-2011)
- Coco (ここ Koko?, nacido 14 de febrero) (2010-2011)
- Kozue Aikawa (愛川 こずえ Aikawa Kozue?, nacido 25 de octubre de 1991) (2009-2012)[12]

## Discografía

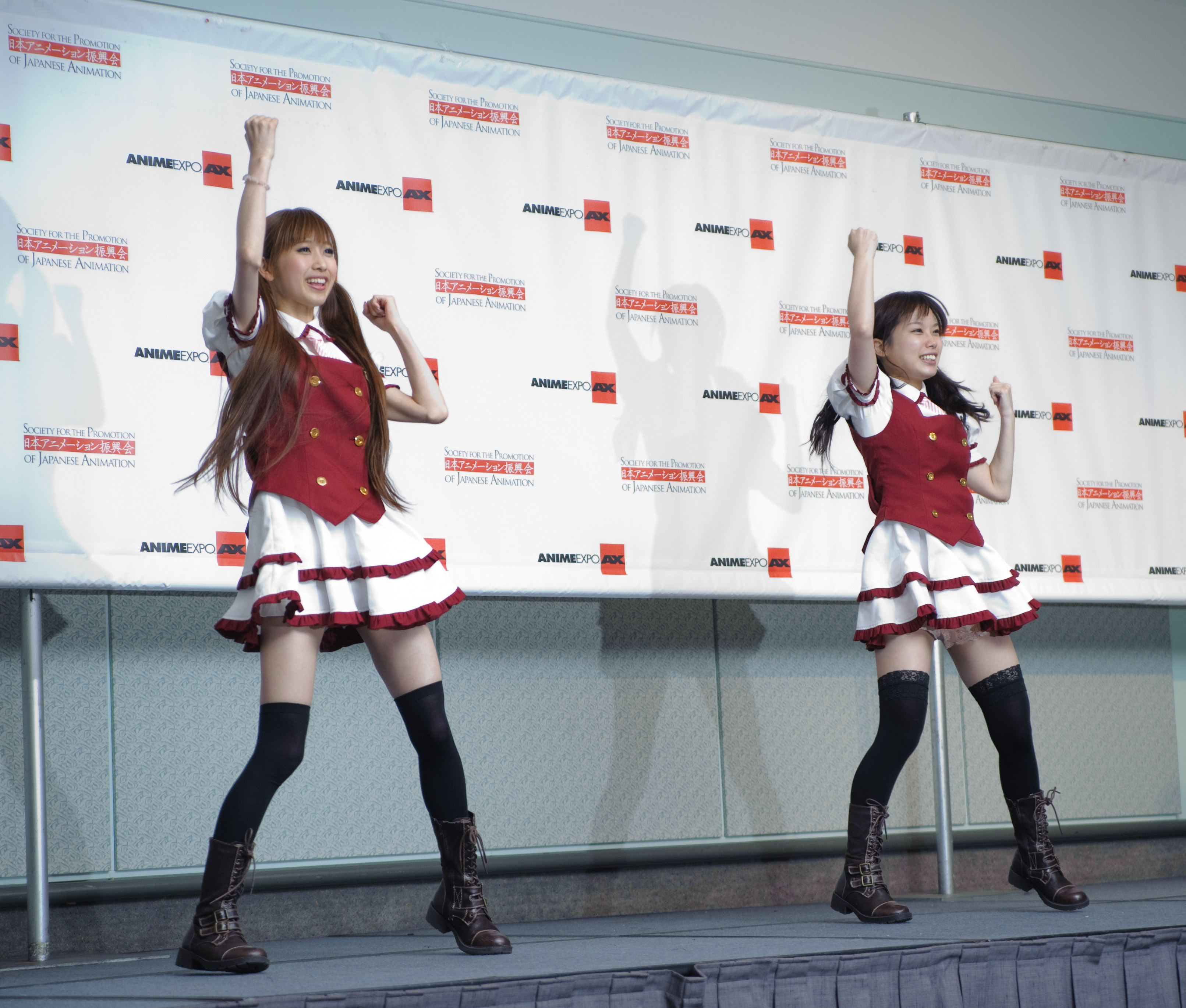
Danceroid realizar en la Anime Expo 2011

### DVD
- Danceroid1 (29 de diciembre de 2009)
- Danceroid2 (16 de abril de 2011)
- Danceroid3 (16 de abril de 2011)

### CD
- Danceroid: Official Sound track (16 de abril de 2011)

### Compilación
- Anime House Best Mix featuring Danceroid (24 de noviembre de 2010)

## Apariciones

### TV
- Hanamaru Market (2010)
- Hikounin Sentai Akibaranger (2012)